# James Horace King

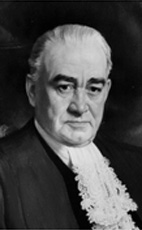
James Horace King

Hon. James Horace King, PC, KGStJ (* 18. Januar 1873 in Chipman, New Brunswick; † 14. Juli 1955) war ein kanadischer Arzt und Politiker der Liberalen Partei Kanadas, der unter anderem zwischen 1922 und 1930 Mitglied des Unterhauses von Kanada sowie von 1930 bis zu seinem Tode 1955 Senator für British Columbia sowie von 1945 bis 1949 Sprecher des Senats war. Er war des Weiteren als Minister verschiedener Ressorts Mitglied im 12. kanadischen Kabinett (1921 bis 1926), im 14. Kabinett (1926 bis 1930) sowie im 16. Kabinett (1935 bis 1945).

## Leben

### Arzt, Abgeordneter und Minister in British Columbia
James Horace King, dessen Vater George Gerald King (1836–1928) ebenfalls Unterhausmitglied sowie Bundessenator für New Brunswick war, absolvierte ein Studium der Medizin an der McGill University und war nach dessen Abschluss mit einem Doktor der Medizin als Arzt tätig. Er begann seine politische Laufbahn, als er am 3. Oktober 1903 für die British Columbia Liberal Party im Wahlkreis Cranbook erstmals zum Mitglied der Legislativversammlung von British Columbia gewählt wurde und gehörte dieser zunächst bis zum 24. November 1909 an. Danach nahm er seine Tätigkeit als Arzt auf. Bei der kanadischen Unterhauswahl am 21. September 1911 bewarb er sich für die Liberale Partei Kanadas im Wahlkreis Kootenay für eine Mandat im Unterhaus von Kanada, erlitt aber mit 3.039 Stimmen eine Niederlage und verpasste den Einzug in das Unterhaus des Parlaments.
Bei der Wahl am 14. September 1916 wurde King für die Liberal Party im Wahlkreis Cranbrook erneut zum Mitglied der Legislativversammlung von British Columbia, der er nunmehr bis zum 14. März 1922 angehörte. Während der Amtszeit der Premierminister Harlan Carey Brewster (23. November 1916 bis 1. März 1918) sowie dessen Nachfolger John Oliver (6. März 1918 bis 14. März 1922) gehörte er der Regierung der Provinz British Columbia als Minister für öffentliche Arbeiten (Minister of Public Works) an.

### Unterhausmitglied und Bundesminister
Am 3. Februar 1922 wurde King im 12. kanadischen Kabinett von Premierminister William Lyon Mackenzie King als Nachfolger von James Murdock zum Minister für öffentliche Arbeiten ernannt und hatte diese Funktion bis zum 28. Juni 1926 inne. Nachdem der bisherige Wahlkreisinhaber Robert Ethelbert Beattie nach einer Remuneration am 8. Februar 1922 auf sein Mandat im Unterhaus verzichtet hatte, wurde James Horace King bei der notwendig gewordenen Nachwahl im Wahlkreis Kootenay East am 14. März 1922 mit 3.223 Stimmen zum Mitglied des Unterhauses gewählt. Er fungierte zugleich zwischen dem 13. November 1925 und dem 7. März 1926 als kommissarischer Arbeitsminister im 12. Kabinett Kanadas. Bei der Unterhauswahl am 29. Oktober 1925 wurde er im Wahlkreis Kootenay East mit 4.446 Stimmen wieder zum Mitglied des Unterhauses gewählt. Während dieser 15. Legislaturperiode (1925 bis 1926) war zudem zeitweise Vorsitzender des Ständigen Auswahlausschusses des Unterhauses.
Bei der Unterhauswahl am 14. September 1926 wurde King mit 3.547 Stimmen abermals im Wahlkreis Kootenay East zum Mitglied des Unterhauses gewählt, dem er nunmehr bis zum 6. Juni 1930 angehörte. Daraufhin übernahm er am 25. September 1926 im 14. kanadischen Kabinett von Premierminister King den Posten als Minister für zivile Wiedereingliederung von Soldaten, den er bis zum 10. Juni 1928 innehatte. Zugleich war er in dieser Zeit als Kabinettsminister mit der Führung des Gesundheitsministeriums beauftragt. Im Zuge einer Kabinettsumbildung wurde er am 11. Juni 1928 Minister für Pensionen und nationale Gesundheit und verblieb auf diesem Kabinettsposten bis zum 18. Juni 1930. Während der 16. Legislaturperiode (1926 bis 1930) war er ferner durchgängig auch wieder Vorsitzender des Ständigen Auswahlausschusses des Unterhauses.

### Senator, Minister ohne Geschäftsbereich und Sprecher des Senats
Nach seinem Ausscheiden aus dem Unterhaus wurde James Horace King am 7. Juni 1930 von Premierminister William Lyon Mackenzie King zum Senator für British Columbia und vertrat im Bundessenat bis zu seinem Tode am 14. Juli 1955 mehr als 25 Jahre lang die Division Kootenay East. In den folgenden Jahren war er Mitglied verschiedener Ständiger Ausschüsse des Senats. Am 26. Mai 1942 wurde er als Nachfolger des verstorbenen Senators Raoul Dandurand im 16. kanadischen Kabinett von Premierminister King Minister ohne Geschäftsbereich und zugleich Führer der Regierungsfraktion im Senat (Leader of the Government in the Senate). Er hatte diese Funktionen bis zum 23. März 1945 inne, woraufhin Wishart McLea Robertson ihn ablöste.
Am 24. August 1945 wurde King Nachfolger von Thomas Vien übernahm er schließlich am 24. August 1945 den Posten als Sprecher des Senats und bekleidete das Amt des Präsidenten dieser Kammer bis zum 3. August 1949, woraufhin Élie Beauregard seine Nachfolge antrat. In der 20. Legislaturperiode (1945 bis 1949) war er zudem Co-Vorsitzender der Gemeinsamen Parlamentsausschüsse für die Parlamentsbibliothek sowie für das Parlamentsrestaurant. In der darauf folgenden 21. Legislaturperiode (1949 bis 1953) fungierte er als Co-Vorsitzender des Gemeinsamen Parlamentsausschusses für Alterssicherung, ehe er zuletzt in der 22. Legislaturperiode von 1953 bis zu seinem Tode wieder Mitglied verschiedener Ständiger Ausschüsse war. Nach seinem Tode wurde er auf dem Ocean View Cemetery in Burnaby beigesetzt.

## Weblink
- The Hon. James Horace King, P.C., K.G.St.J., M.P., Senator. Parlament von Kanada (englisch).